# Боровой, Лев Яковлевич
Лев (Леонид) Яковлевич Боровой (26 июля (18 августа) 1900, Одесса — 13 января 1970, Москва) — советский журналист, писатель и переводчик. Отец российского журналиста и писателя Якова Борового, брат историка Саула Борового и израильского политика Давида Бар-Рав-Хая.

## Биография
Родился 26 июля (по старому стилю) 1900 года в Одессе, в семье нежинского мещанина, адвоката Израиля-Янкеля (Якова) Ароновича Борового и Леи Давидовны Биллиг. Его родители уделяли особое внимание образованию детей и, в частности, обучению языкам. Так, младшие Боровые владели идишем, ивритом, русским, украинским, французским и английским языками. Частыми гостями семьи были известные еврейские писатели и учёные — Хаим Нахман Бялик, Ахад-ха-Ам, Саул Черниховский и многие другие. Среднее образование Лев получил в коммерческом училище Х. И. Гохмана, а высшее — на историко-филологическом факультете Новороссийского университета (ныне — Одесский национальный университет имени И. И. Мечникова).
В 1920-е годы Боровой переезжает в Москву и начинает работать литературным и театральным критиком в различных изданиях (иногда под именем Леонид) — он сотрудничает с «Красной новью», «Литературной газетой», «Литературным обозрением», «Театром», «Огоньком» и другими. Совместно со своим земляком Станиславом Радзинским занимается литературными переводами и обработками текстов, например, комедии Луи Вернея и Жоржа Берра «Школа неплательщиков» и романа Оноре де Бальзака «Евгения Гранде».
Позднее он становится одним из ведущих переводчиков произведений Чарльза Диккенса и Артура Конан Дойля, является составителем сборника «This is America. Stories», вышедшем в 1951 году.
В 1960-е годы Боровой издает три собственные книги, являющиеся своеобразной трилогией об исторических изменениях в смысловых нагрузках слов, писательском языке и диалогах: «Путь слова» (1960), «Язык писателя» (1966) и "Диалог, или «Размена чувств и мыслей» (1969).
С 1967 по 1968 годы Лев Боровой являлся председателем «Клуба книголюбов» при ЦДЛ. Он также является автором одного из очерков в сборнике «Воспоминания о Бабеле».

## Семья
- Жена — Маргарита Ивановна Бадирян (1914—1999).
  - Сын — Яков Львович Боровой (1947—2010), журналист и писатель.
- Брат — Саул Яковлевич Боровой (1903—1989), историк украинского и российского еврейства.
- Брат — Давид Бар-Рав-Хай (1894—1977), израильский политический деятель.
- Сестра — Мирра Яковлевна (Марьям Янкелевна) Боровая (1903—?).